# São Miguel
São Miguel (portugalsky Ilha de São Miguel) je ostrov patřící Portugalsku v souostroví Azor. Je sopečného původu. Rozlohou 793 km² je v celém souostroví největší. Je protáhlý z východu na západ v délce přibližně 90 km při šířce 8 až 15 km, nacházejí se na něm neaktivní sopky Furnas a Água de Pau. Povrch je hornatý a dosahuje maximální nadmořské výšky 1103 m. Na ostrově žije 140 000 obyvatel, z čehož 30 000 v hlavním městě Ponta Delgada. Živí se pěstováním ananasů, vína, citrusů a cukrové řepy. Tento ostrov je také uváděn jako jediné místo v Evropě, kde se pěstuje čaj. Na ostrově je mezinárodní letiště João Paulo II., nazvané podle papeže Jana Pavla II.
Ostrov byl objeven jako druhý v pořadí někdy mezi lety 1426–1437.